# Федуловская (Московская область)
Феду́ловская — деревня в муниципальном округе Егорьевск Московской области России.

## География
Деревня Федуловская расположена в северной части муниципального округа Егорьевск, примерно в 2 километрах к северу от города Егорьевск. В 100 метрах к северо-востоку от деревни протекает река Ватаженка. Высота над уровнем моря 135 метров.

## Название
В письменных источниках деревня упоминается как починок Санников (1554 год), Саннинская (1561 год), Санина (1577, 1627 гг.). В 1647 году деревня получает второе название Федуловская, а с конца XVIII века это название стало единственным.
Название Санников связано с некалендарным личным именем Санник. Современное наименование деревня получила по имени её жителей.

## История
До отмены крепостного права жители деревни относились к разряду государственных крестьян.
После 1861 года деревня вошла в состав Нечаевской волости Егорьевского уезда. Приход находился в городе Егорьевске.
В 1926 году деревня входила в Алёшинский сельсовет Егорьевской волости Егорьевского уезда. До 1939 года — центр Федуловского сельсовета.
До 1994 года Федуловская входила в состав Ефремовского сельсовета Егорьевского района, а в 1994—2006 годы — Ефремовского сельского округа.
Входит в состав городского поселения Егорьевск.

## Демография
В 1885 году в деревне проживало 317 человек, в 1905 году — 406 человек (194 мужчины, 212 женщин), в 1926 году — 354 человека (162 мужчины, 192 женщины). По переписи 2002 года — 66 человек (32 мужчины, 34 женщины). Население — 73 человек (2010).
| 1859 | 1868 | 1885 | 1905 | 1926 | 2002 | 2006 |
| ---- | ---- | ---- | ---- | ---- | ---- | ---- |
| 168  | ↗207 | ↗317 | ↗406 | ↘354 | ↘66  | ↘57  |
| 2010 |      |      |      |      |      |      |
| ↗73  |      |      |      |      |      |      |